# Carrantuohill
Carrantuohill es la montaña más alta de Irlanda (1039 metros), y se sitúa en el condado de Kerry, en la República de Irlanda, en el centro de la cadena de los Macgillicuddy's Reeks, de la cual forma parte. Junto al Carrantuohill hay otros dos montes que superan los 1000 metros, altitud considerable en el territorio irlandés, el Monte Caher y el Beenkeragh, de 1001 m y 1010 m de altitud, respectivamente. 
La escalada al monte más alto de Irlanda es una actividad bastante frecuente entre turistas y apasionados: la zona preferida es la parte meridional del Hag's Glen, por la empinada escalinata pedregosa llamada Devil's Ladder (escalinata del diablo). Para escalar el Carrantuohill no es necesario un equipo especial, ya que el recorrido es bastante fácil, aunque últimamente se está haciendo particularmente inseguro por el riesgo de derrumbamientos de pedruscos y la excesiva cantidad de personas que acuden allí, haciendo inestable el terreno. Del Carrantuohill también parte la senda (practicable a caballo) que recorre las otras dos cimas que superan los mil metros.
Las condiciones meteorológicas del monte son desde siempre variables y a menudo despiertan preocupación: a causa de los muchos escaladores que ascienden sin el equipo adecuado, se han registrado gran cantidad de muertes. En la cumbre se sitúa una gran cruz de metal, de unos 5 metros.
La montaña tiene varios nombres: el oficial es Carrantuohill, pero también se reconocen y aceptan los nombres Carrauntoohil y Carrauntuohill, además por supuesto del nombre gaélico original Corrán Tuathail, del que derivan los nombres ingleses.